# Gare d'Utsumi
La gare d'Utsumi (内海駅, Utsumi-eki) est une gare ferroviaire du bourg de Minamichita, dans la préfecture d'Aichi au Japon. La gare est exploitée par la compagnie Meitetsu.

## Situation ferroviaire
Gare terminus, Utsumi est située au point kilométrique (PK) 13,9 de la ligne Chita.

## Historique
La gare d'Utsumi a été inaugurée le 5 juin 1980.

## Service des voyageurs

### Accueil
La gare dispose d'un bâtiment voyageurs, avec guichets, ouvert tous les jours.

### Desserte
- Ligne Chita :
  - voies 1 à 4 : direction Fuki, Ōtagawa et Meitetsu Nagoya